# Mesgrigny
Mesgrigny é uma comuna francesa na região administrativa de Grande Leste, no departamento de Aube. Estende-se por uma área de 7,27 km². Em 2010 a comuna tinha 284 habitantes (densidade: 39,1 hab./km²).